# Nuestra Belleza Internacional
Nuestra Belleza Internacional was een regionale missverkiezing tussen de landen in Latijns-Amerika en omstreken en Spanje. De verkiezing bestond van 1994 tot 1997 en werd steeds gehouden in de Amerikaanse stad Miami. De missverkiezing was een organisatie van de Spaanstalige Amerikaanse televisiezender Univisión, die de wedstrijd in 1998 annuleerde.

## Winnaressen
| Datum       | Jaar | Nr. | Winnares                     | Land      |
| ----------- | ---- | --- | ---------------------------- | --------- |
| 21 november | 1997 | 24  | Daniela Kossán Montcourt     | Venezuela |
| 22 november | 1996 | 23  | Maria Joana Parizotto        | Brazilië  |
| 3 november  | 1995 | 23  | Helen Amina Blancarte Tirado | Mexico    |
| 4 november  | 1994 | 25  | Valéria Melo Peris           | Brazilië  |